# チョン・ボソク
チョン・ボソク（정 보석、鄭 普碩、1961年6月14日 - ）は、韓国の俳優。
1961年に韓国全羅南道羅州 (現：羅州市) で生まれ、サンス国民学校 (現：サンス初等学校)、チュンジャン中学校、ソンナム高等学校を経て、中央大学校演劇映画学部を卒業。1986年KBSのテレビドラマ『白馬高地 (백마고지)』で芸能界にデビューした。その後多くの映画とテレビドラマに出演し、1987年KBS放送演技大賞の新人賞を受賞したのを始め、以後数回にわたって各放送局の演技大賞で演技賞を受賞した。演技活動と並行して2001年に中央大学校大学院で演劇映画学修士を取得し、水原女子大学モデル演技科専任教授に就任。その後同大学演技映像科副教授に就任した。2011年にはテレビドラマ『ジャイアント』のチョ・ピリョン役で百想芸術大賞テレビ部門の男性最優秀演技賞を受賞している。
身長180cm。趣味はボウリング、特技は剣道。マスク・エンターテインメント所属。中央大学校演劇映画学部在学中の息子がいる。

## 主な出演作品

### テレビドラマ
- サモゴク - 사모곡（1987年、KBS） - 主演 [3]
- アドゥリ・ヨジャ - 아들의 여자（1994年-1995年、MBC） - 主演 カン・テウク役
- チャルラナンニョミョン - 찬란한여명（1995年-1996年、KBS） - 主演 キム・オッキュン役
- チャバン・コドゥンオ - 자반 고등어（1996年、MBC） - 主演
- カンニョクパン - 강력반（1996年-1997年、MBC） - 主演
- チャンミウィ・ヌンムル - 장미의 눈물（1997年、SBS） - 主演 キボム役
- セボンチェ・ナムジャ - 세번째 남자（1997年、MBC） - 主演 チャン・ジェミン役
- カシコギ 父と子が過ごしたかけがいのない日々 - 가시고기（2000年、MBC） - 主演
- 商道 - 상도（2001年-2002年、MBC） - チョン・チス役
- 美しき人生 - 인생은 아름다워（2001年、KBS） - 主演 オ・チュング役
- 辛旽 - 신돈（2005年-2006年、MBC） - 主演 恭愍王役
- マイ・ウェイ〜これが私達の生きる道〜 - 나도야 간다 (2006年、SBS) 主演 ヒョンス役
- 大祚榮 - 대조영（2006年-2007年、KBS） - 主演 李楷固 (イ・ヘゴ) 役
- 甘い人生 - 달콤한 인생（2008年、MBC） - 主演 ハ・ドンウォン役
- ギョンスク、ギョンスクの父 - 경숙이 경숙아버지（2009年、KBS） - 主演 チョ・ジェス役
- 明日に向かってハイキック - 지붕 뚫고 하이킥（2009年-2010年、MBC） - チョン・ボソク役
- あらしの恋人 - 폭풍의 연인（2010年-2011年、MBC） - 主演 ユ・デグォン役
- ジャイアント - 자이언트（2010年、SBS） - チョ・ピリョン役
- 私の心が聞こえる?-내 마음이 들리니（2011年、MBC） - ポン・ヨンギュ役
- ハイキック3～短足の逆襲～（2011年-2012年、MBC） - チョン・ボソク役
- アラン使道伝（サトデン）（2012年、MBC） - ウノの師役
- 武神 - 무신（2012年、MBC） - 主演 チェ・ウ役
- サラリーマン楚漢志（チョハンジ）（2012年、SBS） - チョ・ビリョン役
- 百年の遺産（2013年、MBC） - ミン・ヒョドン役
- 火の女神ジョンイ（2013年、MBC） - 宣祖役
- のだめカンタービレ（2014年、KBS） - チャ・ドンウ役
- ゴールデンクロス～愛と欲望の帝国～（2014年、KBS） - ソ・ドンハ役
- バラ色の恋人たち（2014年-2015年、MBC） - ペク・マンジョン役
- 私の娘はスーパーウーマン（2015年、MBC） - ソ・パンソク役
- モンスター～その愛と復讐～（2016年、MBC） - ピョン・イルジェ役
- ピング（2017年、MBC） - チャン・ウンソク役
- 王は愛する（2017年、MBC） - 忠烈王役
- マッド・ドッグ（2017年、KBS） - チャ・ジュンギュ役
- 金持ちの息子（2018年、MBC） - キム・ウォニョン役
- 胸部外科（2018年、SBS） - ユン・ヒョニル役
- 浪漫ドクター キム・サブ2（2020年、SBS） - ムンジョンの父役
- 人生最高の贈り物 〜ようこそ、サムグァンハウスへ〜（2020年-2021年、KBS） - ウ・ジョンフ役
- 御史とジョイ（2021年、tvN） - パク・スン役

### 映画
- クフロド・オレットンアン - 그후로도 오랫동안（1989年） 主演 チヌ役 [3]
- コクチッタン - 꼭지딴（1990年） 主演
- クム - 꿈（1990年） 主演 モレ役
- チョルムン・ナリ・チョサン - 젊은 날의 肖像（1991年） 主演 ヨンフン役
- チェオウィ・サナイ - 제5의 사나이（1991年） 主演
- アグネスルル・ウィハヨ - 아그네스를 위하여（1991年） 主演
- ソウリ・ヌンムル - 서울의 눈물（1991年） 主演
- コロソ・ハヌルカジ - 걸어서 하늘까지（1992年） 主演 ムルセ役
- ウェスタン・アベニュー - 웨스턴 애비뉴（1993年） 主演
- サシプクイリ・ナムジャ - 49일의 남자（1994年） 主演 J役
- ムクゲノ花ガ咲キマシタ - 무궁화꽃이 피었습니다（1995年） 主演 スンボム役
- クニョ・イヤギ - 그녀 이야기（2000年） 主演
- ストレインジャー・ザン・ソウル - 스트레인저 댄 서울（2000年） 主演
- 秘花 スジョンの愛 - 오! 수정（2000年） 主演 キム・ジェフン役
- スリー - 쓰리（オムニバス、2002年） 主演 ソンミン役
- アボジ・モルレ - 아버지 몰래（2003年） 主演 「父」役
- 私は私を破壊する権利がある - 나는 나를 파괴할 권리가 있다（2003年） 主演 「自殺幇助者」S役
- 妻の愛人に会う - 아내의 애인을 만나다（2005年） 主演 「タクシー運転手」チュンシク役

## 受賞歴
- 1987年 KBS放送演技大賞 新人賞 [2]
- 1988年 KBS優秀プログラム評価賞 演技賞
- 1995年 MBC演技大賞 最優秀演技賞
- 2007年 KBS演技大賞 男性人気賞
- 2009年 MBC放送芸能大賞 コメディ、シットコム部門 男性最優秀賞
- 2010年 SBS演技大賞 特別企画部門 男性優秀演技賞
- 2010年 SBS演技大賞 10大スター賞
- 2011年 第47回百想芸術大賞テレビ部門 男性最優秀演技賞
- 2011年 MBCドラマ大賞 ミニシリーズ部門 男性黄金演技賞
- 2012年 第7回ゴールデン・ティケット・アワード 演劇 男性俳優賞